# Robert Aborowicz
Robert Aborowicz, ps. „Czesław Skarżyński”, „Azja” (ur. 18 kwietnia 1918 w Barnaule, zm. 2 lutego 1943 w Ulowie) – polski żołnierz Batalionów Chłopskich.

## Życiorys
Był synem Antoniego i Eleonory z domu Zamber. W Polsce wraz z rodzicami znalazł się po zakończeniu I wojny światowej. Do szkoły powszechnej uczęszczał w Mołodecznie. Odbył służbę wojskową w 19 Pułku Artylerii Lekkiej w Nowej Wilejce, ukończył w tym czasie szkołę podoficerską.
W 1939 brał udział w wojnie obronnej; został wzięty do niewoli radzieckiej, z której zdołał zbiec. Podjął wówczas pracę jako leśnik na Sądecczyźnie. Nie zdoławszy przedostać się na Węgry, włączył się do konspiracji w 1940. Od 1942 był związany z Batalionami Chłopskimi i Stronnictwem Ludowym „Roch”. Zagrożony aresztowaniem, przeniósł się na teren powiatu Tomaszów Lubelski; w randze porucznika był zastępcą dowódcy Obwodu IV Batalionów Chłopskich (Tomaszów Lubelski). Pełnił jednocześnie funkcję szefa oddziałów dywersyjnych BCh. Na przełomie 1942 i 1943 organizował samoobronę ludności polskiej na Zamojszczyźnie przed wysiedleniami i pacyfikacjami. Dowodził w szeregu akcji zbrojnych. 28 stycznia 1943 został ciężko ranny podczas potyczki z żandarmerią niemiecką w Dzierążni; jego oddział w kolejnych dniach (1 i 2 lutego) toczył bitwy pod Zaborecznem i Różą. Zmarł 2 lutego 1943 w leśniczówce Ulów koło wsi Zielone w czasie ewakuacji z punktu sanitarnego i został pochowany na cmentarzu w Krynicach. Pośmiertnie został awansowany przez Dowództwo Batalionów Chłopskich na stopień majora.

## Odznaczenia
- Państwowa Odznaka Sportowa[3]